# Huis Lusignan
Het huis Lusignan is een dynastie afkomstig uit Poitou, die de graven La Marche, van Angoulême en de koningen van Jeruzalem, van Cyprus en Armenië geleverd heeft. Volgens de legende zouden zij afstammen van Raymondinus en de meermin Melusinea.
Hierna volgt een lijst van de heren van Lusignan.
- Hugo I, de Jager,
- -967 : Hugo II, zoon
- 967-1012 : Hugo III, zoon
- 1012-1025 : Hugo IV, zoon
- 1025-1060 : Hugo V, de Vrome, zoon
- 1060-1102 : Hugo VI, de Duivel, zoon
- 1102-1151 : Hugo VII, de Bruine, zoon
- 1151-1173 : Hugo VIII, de Oude, zoon
- 1173-1208 : Hugo IX, de Bruine, kleinzoon
- 1208-1249 : Hugo X, zoon
- 1249-1250 : Hugo XI, zoon
- 1250-1270 : Hugo XII, zoon
- 1270-1303 : Hugo XIII, zoon
- 1303-1307 : Guy I, broer
- 1307-1308 : Yolande, zuster, verkoopt Lusignan, Angoulême en Fougères  aan Filips IV van Frankrijk.